# NGC 6890
NGC 6890 је спирална галаксија у сазвежђу Стрелац која се налази на NGC листи објеката дубоког неба.
Деклинација објекта је - 44° 48' 23" а ректасцензија 20h 18m 18,0s. Привидна величина (магнитуда) објекта NGC 6890 износи 12,2 а фотографска магнитуда 13,0. Налази се на удаљености од 31,8000 милиона парсека од Сунца. NGC 6890 је још познат и под ознакама ESO 284-54, MCG -7-41-23, IRAS 20148-4457, PGC 64446.